# مانون كورمير
مانون كورمير (بالفرنسية: Manon Cormier)‏ هي قانونية ومحامية فرنسية، ولدت في 27 أغسطس 1896، وتوفيت في 25 مايو 1945 في باريس في فرنسا.